# Правдівська сільська рада (Костянтинівський район)
| Правдівська сільська рада — колишній орган місцевого самоврядування у Костянтинівському районі Донецької області з адміністративним центром у с. Правдівка. Сільській раді підпорядковані населені пункти: - с. Стара Миколаївка - с. Гнатівка - с. Калинове - с. Романівка |

## Склад ради
Рада складається з 16 депутатів та голови.

## Керівний склад сільської ради
| ПІБ                      | Основні відомості                                                                       | Дата обрання | Дата звільнення |
| ------------------------ | --------------------------------------------------------------------------------------- | ------------ | --------------- |
| Іванова Олена Вікторівна | Сільський голова, 1961 року народження, освіта, член Партії регіонів                    | 26.03.2006   | 31.10.2010      |
| Іванова Олена Вікторівна | Сільський голова, 1961 року народження, освіта середня спеціальна, член Партії регіонів | 31.10.2010   |                 |

Примітка: таблиця складена за даними джерела